# ボーイズ対戦車ライフル
ボーイズ対戦車ライフル（ボーイズたいせんしゃライフル、英: Rifle, Anti-Tank, .55in, Boys）は、イギリスで開発された対戦車ライフルである。

## 概要
1937年にイギリス軍が採用したボルトアクション方式の対戦車ライフルで、その名は開発者のH.C.ボーイズ（H. C Boys）大尉に因む。1934年より開発が行われて1936年に試作第1号が完成したもので、当初予定された名称は"Stanchion anti-tank rifle（Rifle, Anti-Tank, .55in, Stanchion）"であったが、採用直前に死去したボーイズ大尉を偲んで改名された。
36インチ（914.44mm）に達する長銃身より発射される13.9mm弾は、通常の小銃と比較すると遥かに高い破壊力と貫通力があり、戦車の他に掩蔽壕や機銃座・非装甲車両などに対しても用いられ、ユニバーサル・キャリアやダイムラー偵察車にブレン軽機関銃の代わりに載せて限定的な対戦車能力を付したものもあった。
当初使用された.55 Boys弾は90度垂直に立てられた装甲板に対し、100ヤード（91.4m）の距離で通常弾で12mm、徹甲弾を用いて18mmの貫通能力を持っていたが、対戦車ライフルとしては初速が低いため、特に遠射性能が低く、性能は優れたものではなかった。そこで、銃弾を軽量化するなどして初速を向上させる改良が成され、改良型の.55 Boys Mk.IIでは70度の傾斜装甲に対して100ヤードで20mmの貫通能力を持つようになった。だが、Mk.IIが配備された頃には既にこのような性能ではほとんどの戦車の装甲には通用しなくなっていた。
欧州では当初フランスと北アフリカ戦線に配備されており、各国の対戦車ライフルと同様、I号戦車やII号戦車といった大戦初期の戦車に対しては有効であったものの、戦争が進むにつれて戦車の装甲が強化され効果が薄れつつあった。太平洋戦域では主にイギリス軍とイギリス連邦軍に配備され、ミルン湾の戦いとマレー侵攻で日本軍戦車と対峙するも本銃の評価は“完全に無力であった”としている。しかし、上述のミルン湾とマレー侵攻とは反対にビルマの戦いでは第1パンジャブ連隊がボーイズ対戦車ライフルで2輌の日本陸軍の軽戦車を撃破したとしている。
対戦車兵器としての役目は対戦車ライフルより軽量で効果的なPIATが登場したことで、1943年に取って代わられる形で運用を終えた。しかし依然として遮蔽物や掩体越しの対人射撃、バンカーや軽車輛への攻撃にも大きな威力を示し、欧州戦線・太平洋戦線共に運用は大戦後期まで続いた。
1937年-1940年までの総生産数は、イギリス、カナダ合わせて約62,000丁である。

## 構成
本銃は機関砲に似た外観を持ち、一見すると自動火器のようにも見えるが、ボルトアクション方式の手動連発銃である。通常のボルトアクションライフルと異なり、給弾は脱着可能な箱型弾倉を用いて上部から行われる。全長は約1.6m、重量は16kgと、通常の小銃に比べると遥かに大きく重たく、銃身長だけで1mもあった。
銃口部に制退器（マズルブレーキ）を備え、接地部を横に幅広く取ったT字型として支柱内に衝撃緩衝装置を備えた単脚を持ち、さらに、射撃時には銃身部全体が25mmほど後座して反動を緩和する構造を持っている。床尾には革で包まれた分厚いゴムパッドが装着されており、これらにより大口径弾の強烈な反動をかなり抑えることに成功しているが、それでも連続射撃は射手に首や肩の痛みをもたらした。本銃の特徴として、銃把（グリップ）が通常の銃器とは逆に前方に傾斜していることが挙げられるが、これも、強烈な反動を受け流しやすくすることにより銃把を握っている手首を傷めることを防ぐためのものである（ただし、握り辛いと不評であった）。
照準器は300ヤード（274.32m）と500ヤード（457.2m）の2段階可変式だが、最後期の生産分は距離表示のない固定式となっていた。照準器の精度はさほど高いものではなかったため、後には小銃用の望遠照準器（ライフルスコープ）を装着できるマウントアダプターも用意された。
使用する弾薬は.55口径（13.97mm）弾で、ベルティッドと呼ばれる、薬莢底部が帯状に肉厚になっている形状の弾薬を用いる。初期型の.55 Boys Mk.Iは60gの徹甲弾を初速747m/sで、後期型の.55 Boys Mk.IIは47.6gの徹甲弾を初速884m/sで発射する。威力はMk.IIが500ヤードで垂直18.8mm、100ヤードで垂直23.2mmの装甲板を貫通できた。貫通力の向上を狙い、タングステンを用いた弾芯を初速945m/sで撃ち出すHVAP弾も開発されていた。
これらの他に、射撃訓練用に使用される22口径弾用の実包形アダプターがあり、これを用いた場合には.22LR弾を発射できた。

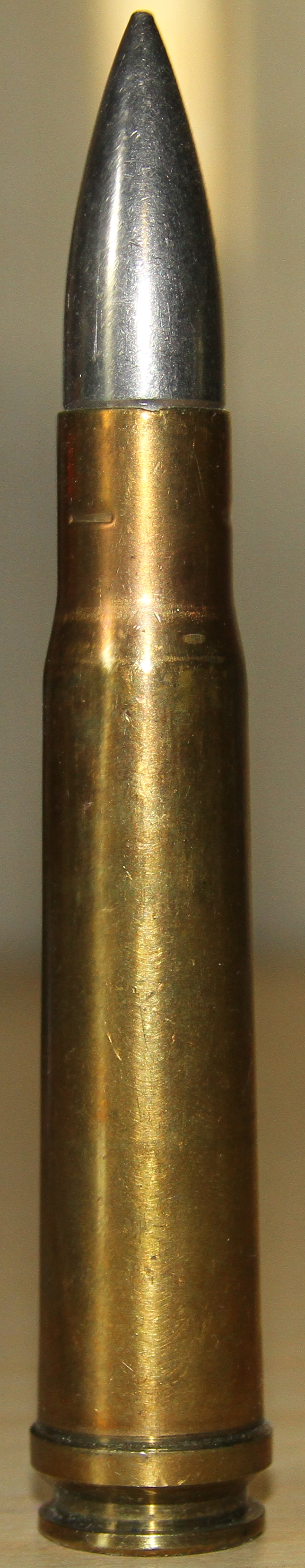
使用弾薬の.55 Boys 13.9mm ベルテッド弾
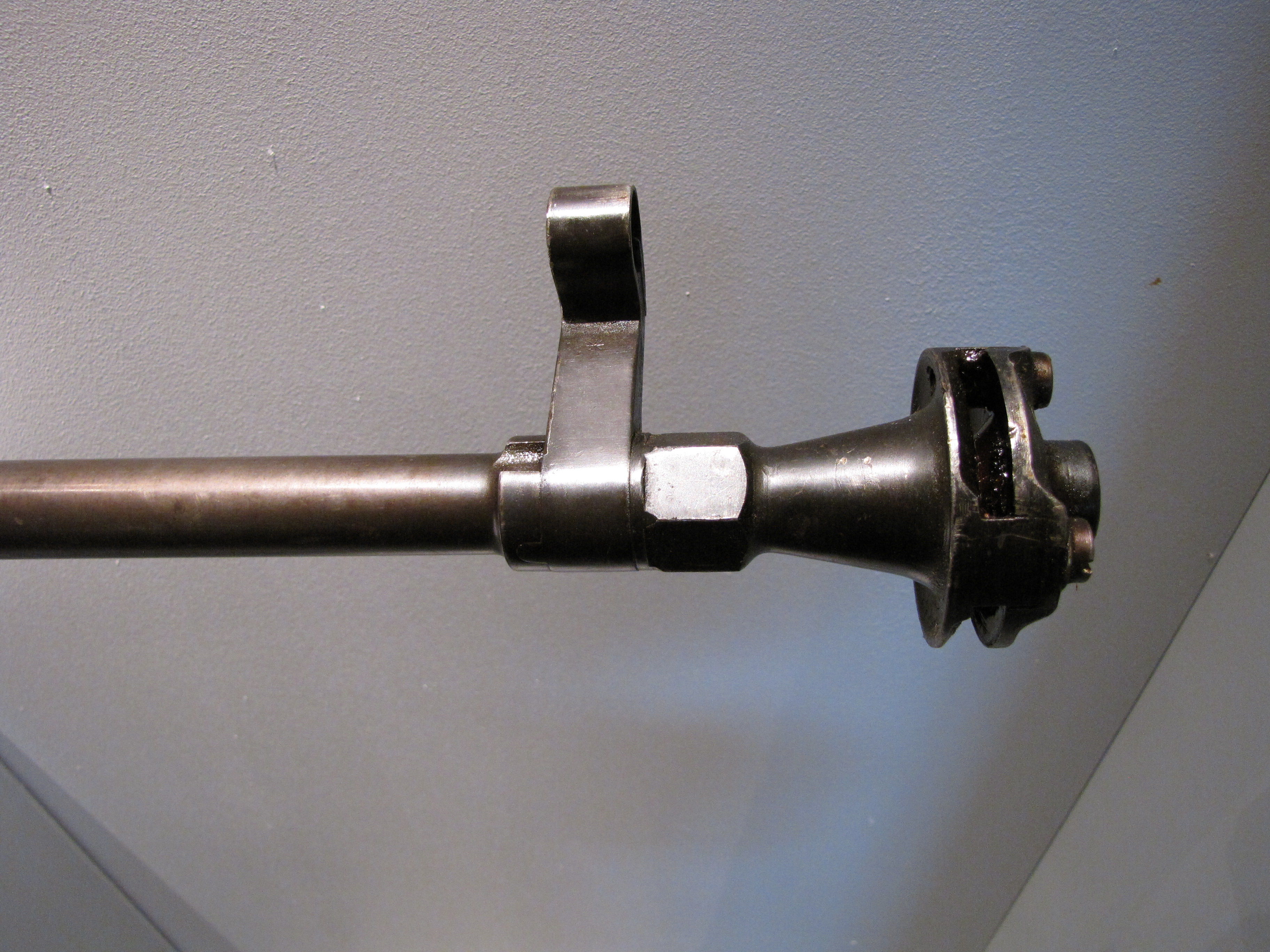
銃口部の円形制退器 後方（画面左側）のものは前方照準器（照星）
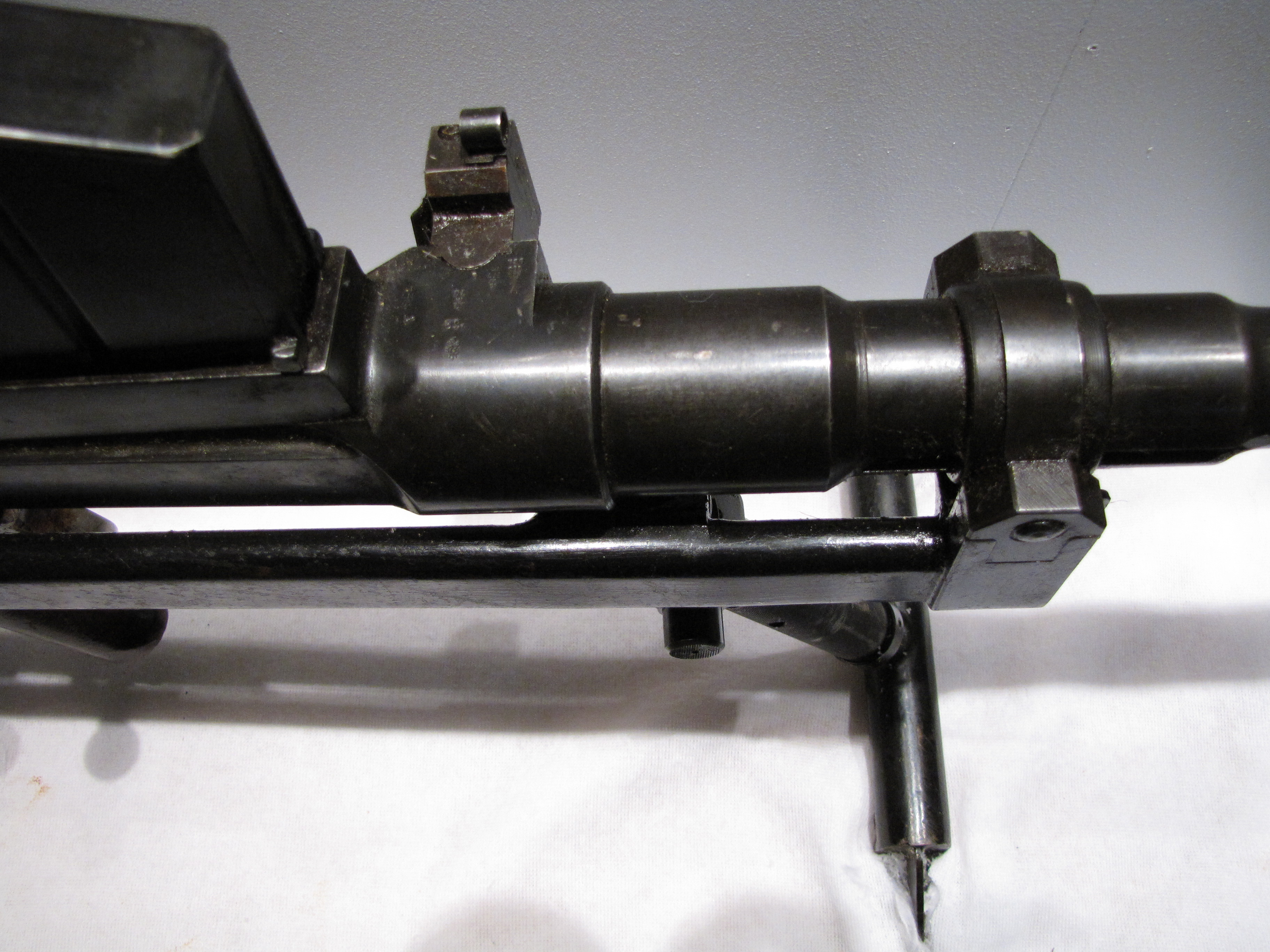
機関部前部 画面中央部奥側のものが後部照準器（照門）

## 各型および派生型
ボーイズ対戦車ライフルは基本的に1形式しかなく、外見の差異は公式には「製造所の違い」とされているが、便宜的に初期／後期型の区分が成されている他、主に使われた.55B弾に初期型のMk.Iと後期型のMk.IIの2種類があることから、Mk.I/IIとする分類もある。
Mk.I
緩衝装置内蔵のT字型単脚と円形の銃口制退器（マズルブレーキ）を装備。イギリス本土、バーミンガムのBSA社で製造された。
「初期型」とも呼称される。
Mk.I*
緩衝装置のない単純な構造のV字型二脚と長方形の側面に孔のある"ハーモニカ型"銃口制退器を装備。カナダ、トロントのイングリス社で製造された。
「後期型」とも呼称され、I*を指して"Mk.II"とされることもある。
この他、空挺部隊向けに銃身を30インチ（762mm）に短縮してマズルブレーキを廃止した短縮型が試作されており、"Mk.II"もしくは"Airborne"（空挺型、の意）と仮称されていたが、制式採用は成されなかった。現地改造で銃身を短縮したものも存在し、これらは主に太平洋戦線で用いられている。この他、アメリカではイギリスより導入したボーイズの銃身を独自にブローニングM2重機関銃のものに交換した.50口径弾使用型を改造により製造している。

## 使用国
- イギリス - イギリス陸軍で使用。
- オーストラリア
- カナダ
- 中華民国 - 少数が実験的に狙撃銃として使用された。
- フィンランド - 冬戦争と継続戦争において14 mm pst kiv/37として使用。
- フランス
- ドイツ第三帝国 - ダンケルクの戦いにより撤退したイギリス陸軍海外派遣軍から鹵獲したものをPanzerbüchse Boyesとして使用。ドイツ国防軍による準制式兵器としての呼称は13.9 mm Panzerabwehrbüchse 782(e)である。
- アイルランド
- ルクセンブルク
- ニュージーランド
- フィリピン - 第二次世界大戦中から戦後、1954年のフィリピン人民解放軍による反乱が終結するまで、フィリピン軍が使用。
- アメリカ - アメリカ海兵隊がElephant Gun（象撃ち銃）の愛称をつけ、使用。
- ソビエト連邦 - レンドリース法によりアメリカから3,200丁の提供を受けた[6]。

## 登場作品

### 映画・テレビドラマ
『Stop That Tank!』
カナダ国防省からの依頼で製作された兵士向けの映像教材。カナダ軍兵士による実銃の発砲シーンの他、メンテナンスや狙撃の方法などが解説されている。
製作はディズニーが請け負っており、内部機構の動作をアニメーションで表現するなど、工夫が凝らされている。
『ラット・パトロール』
1960年代に製作されたアメリカのテレビ映画（連続テレビドラマ）。ドイツ軍装甲車として登場するM3ハーフトラックの車上に搭載されている。

### アニメ
『ストライクウィッチーズ』
リネット・ビショップがMk.I*と思しきハーモニカ型銃口制退器を装着したものを使用している。なお、T字型単脚および二脚は装着されていない。
『スパイ教室』(2nd season)
第23話においてアネットがMk.I*を使用。

### 漫画
『ワイルド7』
銃身を短縮し、運搬時に二分割できる構造のストレート形木製ライフルストックを装着、弾倉を使わずに手動装填の単発式とし、ライフルスコープを装着したカスタムモデルが登場する。
第4話「コンクリート・ゲリラ」では主人公の飛葉が狙撃に用い、第19話「谷間のユリは鐘に散る」ではストックが後床のないピストルグリップ形に変更されており、ユキがバイクのハンドル部に取り付け、市街地を走りながら発射する派手なアクションを見せる。

### ゲーム
『バトルフィールドV』
斥候兵の武器としてゲーム内イベント「タイド⋅オブ⋅ウォー」の報酬で追加された。戦車や輸送車両に対して致命的ではないもののダメージを与えることが出来る。
『ブルーアーカイブ -Blue Archive-』
ミレニアムサイエンススクールの生徒、角楯カリンが使用。

## 参照元
- The Enfield designed Boys ANTI-TANK RIFLE
- .55"Boys Anti-Tank rifle.Mark1,Mark1*,Mark2(UK&Canada)
- Boys Mk.I, Mk.I* and Mk.II anti-tank rifle (UK)